# 1906 en cyclisme
| Années du cyclisme : 1903 - 1904 - 1905 - 1906 - 1907 - 1908 - 1909    |
| Décennies du cyclisme : 1870 - 1880 - 1890 - 1900 - 1910 - 1920 - 1930 |

Les faits marquants de l'année 1906 en cyclisme.

## Par mois

### Avril
- 15 avril : le Français Henri Cornet gagne le Paris-Roubaix.
- 23 au 25 avril : épreuve de cyclisme des Jeux olympiques intercalaires.

### Mai
13 mai : l'Italien Giovanni Gergi gagne la première édition du Tour du Piémont.
20 mai : le Français Marcel Cadolle gagne Bordeaux-Paris.
20 mai : l'Espagnol Luis Amunategui devient champion d'Espagne sur route.

### Juin
4 juin : après 13 ans de sommeil Paris-Bruxelles renait le Belge André Dunlop l'emporte.

### Juillet
- 4 juillet : départ du quatrième Tour de France, un changement intervient dans le comptage des points. Le point octroyé toutes les cinq minutes de retard disparait. Seule la place à l'arrivée d'une étape compte pour le classement général, le vainqueur étant celui qui a le moins de points. La première étape Paris-Lille est remportée par le Français Émile Georget qui de fait est leader du classement général. Il bat au sprint dans l'ordre ses compatriotes Georges Passerieu, Louis Trousselier et René Pottier.
- 6 juillet : le Français René Pottier gagne, avec 1 minutes 30 secondes d'avance sur son compatriote Lucien Petit-Breton, la 2e étape du Tour de France Douai-Nancy et prend la tête du classement général qu'il partage avec son compatriote Émile Georget avec 5 pts. Petit-Breton suit avec 7 pts.
- 8 juillet : la 3e étape du Tour de France Nancy-Dijon est marquée par la performance du Français René Pottier qui est le premier grand grimpeur de l'histoire du Tour. en effet il profite de l' ascension du Ballon d'Alsace pour partir en solitaire et gagner le gain de l'étape après 220 km d'échappée. Le second le Français Georges Passerieu arrive à Dijon 48 minutes après lui. Au classement général Pottier le leader avec 6 pts devance Passerieu 9 pts.
- 10 juillet : la 4e étape du Tour de France Dijon -Grenoble est remportée encore par le Français René Pottier avec 14 minutes 31 secondes d'avance sur son compatriote Marcel Cadolle. Au classement général Pottier à 7 pts, il devance son compatriote Georges Passerieu qui à 15 pts (il a terminé 6e de l'étape).
- 12 juillet : 5e étape du Tour de France Grenoble-Nice qui emprunte la côte de Laffrey et le col Bayard. Nouvelle victoire d'étape du Français René Pottier qui devance à Nice son compatriote Georges Passerieu de 26 minutes mais ne lui prend qu'un point, le 3e de l'étape est le jeune Eugène Christophe qui arrive dans la roue de Passerieu. Au classement général Pottier le leader possède 8 pts son second Passerieu à 17 pts.
- 14 juillet : le Français Georges Passerieu gagne la 6e étape du Tour de France Nice-Marseille en battant au sprint son compatriote René Pottier. Au classement général Pottier 1er avec 10 pts devance Passerieu 18 pts.
- 16 juillet : le Français Louis Trousselier remporte la 7e étape du Tour de France Marseille-Toulouse. Il devient ainsi seul recordman de victoires d'étapes (6) sur le Tour, d'autres suivront. Il a battu au sprint son compatriote Georges Passerieu. Le leader, le Français René Pottier termine 5e à Toulouse avec 1 heure 8 minutes de retard. Au classement général avec 15 points, il devance seulement Passerieu de 5 pts, (20 pts pour ce dernier).
- 18 juillet : le Français Louis Trousselier qui franchit le premier la ligne d'arrivée de la 8e étape du Tour de France Toulouse-Bayonne est déclassé à la deuxième place pour changement de vélo non autorisé au profit du Français Jean Baptiste Dortignacq. Son compatriote René Pottier arrive 3e à 28 minutes et le Français Georges Passerieu arrive 4e à 59 minutes. Au classement général Pottier compte 18 pts et Passerieu compte 24 pts.
- 20 juillet : le Français Louis Trousselier gagne la 9e étape du Tour de France Bayonne-Bordeaux au sprint devant son compatriote Lucien Petit-Breton. Les Français René Pottier 4e à 1 heure 10 minutes et Georges Passerieu  6e à 1 heure 27 minutes mènent toujours la tête de la course au classement général avec 22 pts pour Pottier et 30 pts pour Passerieu. Petit Breton est 3e avec 46 pts et Trousselier 4e avec 51 pts.
- 22 juillet : le Français Louis Trousselier gagne la 10e étape du Tour de France Bordeaux-Nantes une nouvelle fois au sprint devant son compatriote Lucien Petit-Breton. Les Français Georges Passerieu 3e et René Pottier 4e à 55 minutes 30 secondes minutes sont toujours en tête au classement général avec 26 pts pour Pottier et 33 pts pour Passerieu. Petit-Breton est 3e avec 48 pts et Trousselier 4e avec 52 pts
- 24 juillet : après sa victoire (au sprint devant ses compatriotes René Pottier, Georges Passerieu) dans la 11e étape du Tour de France Nantes-Brest le Français Louis Trousselier (53 pts) se retrouve à 25 pts de Pottier (28 pts). Le classement par points est contesté : au classement au temps René Pottier aurait 4 heures d'avance sur Trousselier alors qu'actuellement une arrivée à la 10e place le dépouillerait de la place de leader au profit de Georges Passerieu (36 pts). La place sur le podium ne tient qu'a un fil (1 pt) pour le Français Lucien Petit-Breton 3e avec 52 pts.
- 26 juillet : le Français Georges Passerieu gagne la 12e étape du Tour de France Brest-Caen en battant au sprint ses compatriotes René Pottier 2e et Louis Trousselier 3e. Au classement général Pottier est leader avec 30 pts devant Passerieu 37 pts et Trousselier qui monte sur le podium avec 56 pts. Ce dernier ne peut plus gagner le Tour sans l'effondrement ou l'abandon des coureurs qui le précédent. Mais Passerieu peut encore gagner le Tour s'il gagne et que Pottier ne fasse pas mieux que 9e à Paris.
- 29 juillet : le Français René Pottier remporte le Tour de France en s'imposant au sprint devant son compatriote Georges Passerieu dans la 13e et ultime étape Caen-Paris. Le Français Louis Trousselier est 3e de l'étape à 3 minutes. La victoire de Pottier est mérité vu qu'il a accompli le plus grand exploit du Tour et qu'il a toujours su garder le contact en ne se décourageant jamais lorsque ses compatriotes Trousselier et Passerieu étaient au meilleur de leurs formes et trustaient les premières places aux arrivées. Il est à noter la 9e place au classement général final du jeune Eugène Christophe qui lui aussi marquera l'histoire du Tour et qui débute ainsi une longue carrière de coureur du Tour.
- Au classement général :
- René Pottier vainqueur termine avec 31 pts (4 + 1 + 1 + 1 + 1 + 2 + 5 + 3 + 4 + 4 + 2 + 2 + 1)
- Georges Passerieu deuxième termine avec 39 pts (2 + 5 + 2 + 6 + 2 + 1 + 2 + 4 + 6 + 3 + 3 + 1 + 2)
- Louis Trousselier troisième termine avec 59 pts (3 + 6 + 12 + 13 + 9 + 4 + 1 + 2 + 1 + 1 + 1 + 3 + 3)
- 29 juillet au 5 août : championnats du monde de cyclisme sur piste à Genève. Le Danois Thorvald Ellegard est champion du monde de vitesse professionnelle pour la quatrième fois. L'Italien Francesco Verri est champion du monde de vitesse amateur.

### Août
19 août : l'Italien Anteo Carapezzi gagne la première édition de Milan-Modène. L'épreuve ne sera pas disputée en 1907 et reprendra en 1908.

### Septembre
16 septembre : l'Italien Giovanni Cuniolo devient le premier champion d'Italie sur route.
20 septembre : l'Italien Carlo Galetti gagne Rome-Naples-Rome.
30 septembre : le Français Lucien Petit-Breton gagne Paris-Tours.

### Novembre
- 11 novembre : l'Italien Cesare Brambilla gagne le Tour de Lombardie.

## Principales naissances
- 4 mars : Georges Ronsse, cycliste belge, champion du monde sur route en 1928 et 1929, vainqueur de Paris-Roubaix en 1927, de Bordeaux-Paris en 1927, 1929 et 1930, de Paris-Bruxelles en 1928 († 4 juillet 1969).
- 17 juillet : Octave Dayen, cycliste français, champion du monde sur route amateurs en 1926 († 14 septembre 1987).
- 30 août : Maurice Archambaud, cycliste français, détenteur du record de l'heure de 1937 à 1942, vainqueur de Paris-Nice en 1936 et 1939 et de dix étapes du Tour de France († 3 décembre 1955).
- 29 septembre : Jules Merviel, cycliste français, vice-champion du monde sur route amateurs en 1926, vainqueur de Paris-Tours († 1er septembre 1976).